# Chiry-Ourscamp
Chiry-Ourscamp település Franciaországban, Oise megyében. Lakosainak száma 1109 fő (2022. január 1.). Chiry-Ourscamp Bailly, Carlepont, Passel, Pimprez, Ribécourt-Dreslincourt, Sempigny és Ville községekkel határos.

## Népesség
A település népességének változása:
| Lakosok száma | 1105 | 1140 | 1193 | 1199 | 1209 | 1212 | 1177 | 1143 | 1109 |
|               | 2013 | 2015 | 2016 | 2017 | 2018 | 2019 | 2020 | 2021 | 2022 |